# Роберто К'ячіг
Роберто К'ячіг (італ. Roberto Chiacig, 1 грудня 1974) — італійський баскетболіст.
Срібний призер Олімпійських Ігор 2004 року, учасник 2000 року.
Чемпіон Європи 1999 року, бронзовий призер 2003 року.